# Himantura jenkinsii
Himantura jenkinsii är en rockeart som först beskrevs av Annandale 1909.  Himantura jenkinsii ingår i släktet Himantura och familjen spjutrockor. IUCN kategoriserar arten globalt som livskraftig. Inga underarter finns listade i Catalogue of Life.